# Laszt-e Nesza
Laszt-e Nesza – miasto w Iranie, w ostanie Gilan. W 2016 roku liczyło 10 539 mieszkańców.